# Floorp
Floorp — open-source браузер, заснований на Mozilla Firefox ESR, який пропонує розширені можливості налаштування інтерфейсу та конфіденційності.
На офіційному сайті присутні версії браузера для Windows, Mac та Linux.

## Можливості
Користувачі можуть відображати QR-код для URL-адреси поточної вебсторінки, а також підтримується Firefox Sync, який може ділитися вкладками між пристроями.
Наявна підтримка PWA.
Floorp базувався на Chromium, але через технічні проблеми, починаючи з версії 7.0.0, він базується на Firefox.

### Інтерфейс та налаштування
Floorp базується на Mozilla Firefox каналу ESR, додаючи нові функції, включаючи вертикальні вкладки, мультифункціональні бічні панелі та підтримку користувацького CSS. Браузер також включає можливість відображати, ховати, змінювати положення відображення, оптимізувати вертикальні вкладки, переносити панелі інструментів на панель заголовка та ховати бічну панель, доки на неї не наведено курсор миші. Крім того, є підтримка детальних налаштувань, таке як перемикання або приховування мітки закладок, переміщення панелей інструментів у незвичні місця та розташування панелі вкладок і адресного рядка на одній лінії. Тема за замовчуванням — "Proton UI Design", але її можна змінити на інші теми, включаючи теми, специфічні для операційної системи.
Floorp також включає режим під назвою "розділений перегляд", який дозволяє користувачам переглядати кілька вкладок одночасно без відкриття окремого вікна.

### Конфіденційність
Floorp включає кілька функцій конфіденціальності, включаючи захист від відбитків пальців, а також можливість відключення функцій, таких як WebGL і WebRTC.
Floorp також включає "режим спільного доступу", який дозволяє користувачам ділитися своїми екранами, приховуючи панель закладок і бічну панель.

## Історія версій
Перша версія Floorp була випущена 22 серпня 2021 року і ґрунтувалася на Chromium. Вона була для розробників.
Версія 7.0.0, випущена 19 вересня 2021 року, стала першою стабільною версією та замінила базування з Chromium на Firefox.
Версія 8.2.3, випущена 2 січня 2022 року, стала першою, що підтримує англійську.
Версія 8.7.2, випущена 21 квітня 2022 року,  підтримку тем з користувацьким CSS.
Версія 10.0.0, почала використовувати Firefox ESR як основу, замість основного випуску.
Версія 11.0.0, випущена 29 липня 2023 року, була ще одним великим оновленням, додавши кілька функцій, пов'язаних з налаштуванням, і перероблених наявних функцій.

## Сприйняття
Технологічний журнал Mr.PC похвалив браузер за зручність і простоту використання, а також за корисні розширення, включені за замовчуванням. Floorp критикували за те, що він не зручний для початківців, за відсутність підтримки DRM на вебсайтах та за відсутність мобільної версії.

## Дивіться також
- Mozilla Firefox
- Waterfox
- LibreWolf

## Виноски
1. ↑  https://twitter.com/surapunoyousei/status/1520367477695295488
2. ↑  株式会社インプレス (23 серпня 2022). 日本製の「Firefox」強化版「Floorp」は標準装備でも使い勝手良好でカスタマイズ性も強力／縦型のツリータブやページ翻訳、QRコード表示機能などを初期状態で搭載【レビュー】. 窓の杜 (яп.). Процитовано 21 лютого 2025.
3. ↑  株式会社インプレス (11 грудня 2023). 「Firefox」ベースのWebブラウザー「Floorp」がv11.7.0でPWAをサポート ほか ～23件を掲載（12月11日のダイジェストニュース）【ダイジェストニュース】. 窓の杜 (яп.). Процитовано 21 лютого 2025.
4. ↑  すらーぷの妖精 (8 січня 2022). Floorp がベースを Firefox に変更したワケ. ABlog (яп.). Процитовано 21 лютого 2025.
5. ↑  Neowin ·, Razvan Serea News Reporter (21 лютого 2025). Floorp 11.15.0. Neowin (англ.). Процитовано 22 лютого 2025.
6. ↑  株式会社インプレス (23 серпня 2022). 日本製の「Firefox」強化版「Floorp」は標準装備でも使い勝手良好でカスタマイズ性も強力／縦型のツリータブやページ翻訳、QRコード表示機能などを初期状態で搭載【レビュー】. 窓の杜 (яп.). Процитовано 22 лютого 2025.
7. ↑  縦タブ＆多段タブ対応でUIカスタム自由自在な国産ブラウザ「Floorp」レビュー - GIGAZINE. gigazine.net (яп.). 4 жовтня 2023. Процитовано 22 лютого 2025.
8. 1 2  Korben (22 травня 2024). Floorp - Le navigateur web qui va vous faire kiffer !. Le site de Korben (фр.). Процитовано 22 лютого 2025.
9. ↑  Floorp 11.23.1 - Download, Review, Screenshots. softpedia (english) . 18 лютого 2025. Процитовано 22 лютого 2025.
10. ↑  Floorp ブラウザー | バージョン 11.0.0 リリースノート | ABlog. web.archive.org. 21 вересня 2023. Архів оригіналу за 21 вересня 2023. Процитовано 22 лютого 2025.{{cite web}}:  Обслуговування CS1: bot: Сторінки з посиланнями на джерела, де статус оригінального URL невідомий (посилання)
11. ↑  すらーぷの妖精 (8 січня 2022). 革新的で軽量なブラウザーをお試しあれ. ABlog (яп.). Процитовано 22 лютого 2025.
12. ↑  すらーぷの妖精 (8 січня 2022). Floorp 開発ブログ | ver 7.0.0. ABlog (яп.). Процитовано 22 лютого 2025.
13. ↑  すらーぷの妖精 (21 січня 2022). Floorp ブラウザ 8.2.3 リリースのお知らせ. ABlog (яп.). Процитовано 22 лютого 2025.
14. ↑  すらーぷの妖精 (22 серпня 2022). Floorp 8.7.2 「Floorp レガシーブラウザー最後の機能アップデート」. ABlog (яп.). Процитовано 22 лютого 2025.
15. ↑  すらーぷの妖精 (12 червня 2022). Floorp ブラウザー｜バージョン 10.0.0 リリースノート. ABlog (яп.). Архів оригіналу за 12 червня 2022. Процитовано 14 травня 2024.
16. ↑  Floorp ブラウザー | バージョン 11.0.0 リリースノート | ABlog. web.archive.org. 21 вересня 2023. Архів оригіналу за 21 вересня 2023. Процитовано 22 лютого 2025.{{cite web}}:  Обслуговування CS1: bot: Сторінки з посиланнями на джерела, де статус оригінального URL невідомий (посилання)
17. ↑  株式会社インプレス (23 серпня 2022). 日本製の「Firefox」強化版「Floorp」は標準装備でも使い勝手良好でカスタマイズ性も強力／縦型のツリータブやページ翻訳、QRコード表示機能などを初期状態で搭載【レビュー】. 窓の杜 (яп.). Процитовано 22 лютого 2025.
18. ↑  Newman, Jared. Why Floorp has become the browser of my dreams (англ.). Процитовано 22 лютого 2025.